# Джоргас, Майкл
Майкл Джоргас (англ. Michael Giorgas) — австралийский и российский регбист, игравший на позиции хукера.

## Биография
В австралийском первенстве известен по выступлению за клуб «Логан Сити». Привлекался в сборную России по регбилиг как игрок с русскими корнями, а всего в сборную было заявлено семь австралийцев. Участник отборочного турнира к чемпионату мира 2000 года, в финальной стадии провёл одну игру.